# Demokraatit
Los Demócratas (Demokraatit) es un partido político groenlandés de ideología social-liberal. Es el principal partido de Groenlandia desde las elecciones generales de 2025.
Históricamente un partido unionista, los Demócratas se han mostrado tradicionalmente escépticos respecto a la independencia de Groenlandia e incluso a una mayor autonomía. En los últimos años, la postura del partido ha virado hacia la permanencia dentro del Reino de Dinamarca en el futuro previsible, con la independencia como objetivo final de un proceso gradual que comienza con una mayor autodeterminación y diversificación económica.

## Resultados electorales

### Parlamento de Groenlandia
| Año  | Votos      | %     | Resultado | +/- | Gobierno                                       |
| ---- | ---------- | ----- | --------- | --- | ---------------------------------------------- |
| 2002 | 4.558 (#4) | 16,10 | 5/31      |     | Oposición                                      |
| 2005 | 6.596 (#2) | 22,80 | 7/31      | 2   | Oposición                                      |
| 2009 | 3.620 (#3) | 12,70 | 4/31      | 3   | Oposición                                      |
| 2013 | 1.870 (#5) | 6,20  | 2/31      | 2   | Oposición                                      |
| 2014 | 3.468 (#3) | 11,88 | 4/31      | 2   | Oposición                                      |
| 2018 | 5.712 (#3) | 19,50 | 6/31      | 2   | Oposición                                      |
| 2021 | 2.452 (#4) | 9,10  | 3/31      | 3   | Oposición                                      |
| 2025 | 8.563 (#1) | 29,90 | 10/31     | 7   | Coalición con Inuit Ataqatigiit Siumut Atassut |

## El partido
El partido fue fundado en 2002. Su líder es Jens B. Frederiksen, antiguo Ministro de Infraestructura, Vivienda, Transporte y Vicepresidente. Sus colores característicos son el negro y el rojo. Tiene su sede en Nuuk.